# U-292
U-292 foi um submarino alemão Tipo VII C/41 usado pela Kriegsmarine na guerra submarina da Segunda Guerra Mundial nos Mares do Norte.

## Estrutura
A Vegesacker Werft, uma subsidiária da Bremer Vulkan, entregou um total de 18 barcos Tipo VII C/41 à Marinha em 1943 e 1944. Este tipo foi um desenvolvimento adicional do frequentemente construído Tipo VII C e o U-292 foi o primeiro barco do novo tipo a ser construído neste estaleiro. Um submarino desse tipo tinha 67,2 m de comprimento e deslocava 860 m³ debaixo d'água - um pouco menos que o tipo anterior. Outras diferenças estavam no armamento de artilharia, que incluía um canhão antiaéreo de 3,7 cm e quatro canhões antiaéreos de 2,0 cm, mas nenhum canhão (como padrão no VII C). O U-292 tinha duas vassouras cruzadas como emblema do barco.

## Comandante
Werner Schmidt nasceu em 11 de julho de 1920 no distrito de Friedrichsort, em Kiel, e ingressou na Marinha em 1939. Após seu treinamento em submarino, que completou em fevereiro de 1942, ele fez quatro patrulhas no U-84 como oficial de quarto. No verão de 1943, Werner Schmidt completou seu treinamento de comandante de submarino e assumiu o comando do U-292 no final de agosto. 1º de outubro de 1943 Foi promovido a primeiro-tenente no mar.

## História
O tenente Schmidt colocou o U-292 em serviço em 25 de agosto de 1943. Até 30 de março do ano seguinte, ele fez diversas viagens de treinamento no Mar Báltico para treinar a tripulação. Durante este tempo, o U-292 pertencia à 8. Unterseebootsflottille, uma flotilha de treinamento, e estava estacionado em Danzig. Em 1º de maio de 1944, o barco foi designado para a 1.Unterseebootsflottille . Em 6 de maio, o U-292 deixou Kiel e depois de dois dias chegou a Larvik, na Noruega. Daqui seguimos para Bergen, onde chegaram em 22 de maio.